# 555 California Street
555 California Street, abans Bank of America Center, és un gratacels de 237 m (779 peus) de 52 pisos a San Francisco, Califòrnia. És el quart edifici més alt de la ciutat al febrer de 2021, i el 2013 va ser el més gran per superfície. Completada el 1969, la torre va ser l'edifici més alt a l'oest del riu Mississipi fins a la finalització de la Piràmide Transamerica el 1972, i la seu mundial de Bank of America fins a la fusió de 1998 amb NationsBank.

## Història
Conegut col·loquialment com a "Triple Five" i/o "Triple Nickel", el 555 California Street estava pensat per mostrar la riquesa, el poder i la importància del Bank of America. El disseny va ser de Wurster, Bernardi i Emmons i Skidmore, Owings i Merrill, amb l'assessorament de l'arquitecte Pietro Belluschi; l'enginyeria estructural va ser de l'empresa de San Francisco HJ Brunnier Associates. Va ser l'edifici 75è més alt dels Estats Units (un cop finalitzat), un peu més alt que One Worldwide Plaza a la ciutat de Nova York i només 1 peu més baix que el 68è edifici més alt dels EUA, que també és propietat de Bank of America. El Bank of America Centera Houston, Texas, a 780 peus (238 m) i només 2 peus més curt que el 67è edifici més alt dels Estats Units, 30 Hudson Street a Jersey City, Nova Jersey, a 781 peus (238 m). Alguns llocs rodegen les altures dels quatre edificis fins a 238 m (780 peus) fent que aquests quatre edificis estiguin lligats com els 67è edificis més alts del país. Al febrer de 2021, 555 California Street és l'edifici 89è més alt dels Estats Units i el 103è més alt d'Amèrica del Nord.

## A la cultura popular
El 1971, 555 California Street va aparèixer a l'inici de la pel·lícula Dirty Harry, on és el terrat des del qual Scorpio dispara una dona a la piscina ara tancada a dalt del que ara és l'hotel Hilton Financial District al carrer Kearny. La pel·lícula mostra vistes panoràmiques de San Francisco des del terrat de l'edifici. L'any 1974, el 555 de California Street es va tornar a utilitzar per a un èxit de taquilla, aquesta vegada a l'èxit de taquilla d'Irwin Allen The Towering Inferno, en què la plaça exterior va substituir la del gratacels fictici de la pel·lícula, l'infame Glass Tower.